# 豊山町立志水小学校
豊山町立志水小学校（とよやまちょうりつ しみずしょうがっこう）は、愛知県西春日井郡豊山町にある町立の小学校である。開校は1978年（昭和53年）。2018年（平成30年）5月1日現在、363名（男181名、女182名）の児童が通っている。

## 沿革
- 1978年（昭和53年） - 豊山小学校から分離独立する形で開校。